# 克勤高清演藝廳
《克勤高清演藝廳》是無綫電視首個以高清製作的音樂特輯，由李克勤主持。這個特輯分為五個部份，邀請了四位嘉賓，分別是陳奕迅、陳志雲、鄭秀文和鄧健泓。

## 第一部份 (嘉賓-陳奕迅)
- 李克勤 - 富士山下
- 陳奕迅 - 誰願分手
- 李克勤 陳奕迅 - 黑澤明
- 李克勤 陳奕迅 - 偷偷摸摸
- 李克勤 陳奕迅 - 第五個現代化
- 李克勤 陳奕迅 - Victory

## 第二部份 (嘉賓-陳志雲)
- 志勤飯局

## 第三部份 (嘉賓-鄭秀文)
- 李克勤和鄭秀文深情對話
- 李克勤 鄭秀文 - 終身美麗
- 李克勤 鄭秀文 - 紅日

## 第四部份 (嘉賓-鄧健泓)
- 鄧健泓 - 雨景
- 李克勤 鄧健泓 - 一生不變

## 第五部份 (李克勤獨唱)
- 李克勤 - 合久必婚
- 李克勤 - 花落誰家
- 李克勤 - 我不會唱歌
- 李克勤 - 再見演奏廳